# Biserica „Adormirea Maicii Domnului” din Vasilcău
Biserica „Adormirea Maicii Domnului” în complex cu clopotnița este o biserică amplasată în Vasilcău, raionul Soroca, Republica Moldova. Este un monument arhitectural de importanță națională inclus în Registrul monumentelor Republicii Moldova ocrotite de stat cu nr. 2805 (raionul Soroca). Datează din 1848.